# São Sebastião do Caí (ort)
São Sebastião do Caí är en ort i Brasilien.   Den ligger i kommunen São Sebastião do Caí och delstaten Rio Grande do Sul, i den södra delen av landet, 1 600 km söder om huvudstaden Brasília. São Sebastião do Caí ligger 16 meter över havet och antalet invånare är 19 012.
Terrängen runt São Sebastião do Caí är huvudsakligen platt. São Sebastião do Caí ligger nere i en dal. Närmaste större samhälle är Montenegro, 14,0 km sydväst om São Sebastião do Caí.
I omgivningarna runt São Sebastião do Caí växer i huvudsak städsegrön lövskog. Runt São Sebastião do Caí är det ganska tätbefolkat, med 108 invånare per kvadratkilometer.